# Klas Särner
Klas Johan Gustaf Särner (Habo, 25 december 1891 - Stockholm, 22 januari 1980) was een Zweedse turner. 
Särner won tijdens de Olympische Zomerspelen 1920, met de Zweedse ploeg de gouden medaille in de landenwedstrijd Zweeds systeem.

## Resultaten

### Olympische Zomerspelen
| Jaar | Plaats    | Resultaten                           |
| ---- | --------- | ------------------------------------ |
| 1920 | Antwerpen | in de landenwedstrijd Zweeds systeem |